# Comandant Azzedine
El Comandant Azzedine fou un fedaí algerià, va combatre des dels 18 anys contra l'ocupació francesa d'Algèria. Va ser nomenat pel govern provisional d'Algèria com a responsable de la Zona Autònoma d'Alger a la fi de la guerra d'independència l'any 1962.